# Campeonato Mundial de Patinação Artística no Gelo de 1958
O Campeonato Mundial de Patinação Artística no Gelo de 1958 foi a quadragésima nona edição do Campeonato Mundial de Patinação Artística no Gelo, um evento anual de patinação artística no gelo organizado pela União Internacional de Patinação (em inglês:  International Skating Union) onde os patinadores artísticos competem pelo título de campeão mundial. A competição foi disputada entre os dias 13 de fevereiro e 15 de fevereiro, na cidade de Paris, França.

## Eventos
- Individual masculino
- Individual feminino
- Duplas
- Dança no gelo

## Medalhistas
| Evento                        | Ouro                                        | Prata                                              | Bronze                                           |
| Individual masculino detalhes | David Jenkins · Estados Unidos              | Tim Brown · Estados Unidos                         | Alain Giletti · França                           |
| Individual feminino detalhes  | Carol Heiss · Estados Unidos                | Ingrid Wendl · Áustria                             | Hanna Walter · Áustria                           |
| Duplas detalhes               | Barbara Wagner · Robert Paul · Canadá       | Věra Suchánková · Zdeněk Doležal · Tchecoslováquia | Maria Jelinek · Otto Jelinek · Canadá            |
| Dança no gelo detalhes        | June Markham · Courtney Jones · Reino Unido | Geraldine Fenton · William McLachlan · Canadá      | Andree Anderson · Donald Jacoby · Estados Unidos |

## Resultados

### Individual masculino
| Pos.              | Nome                  | Nacionalidade      | Pontos |
| ----------------- | --------------------- | ------------------ | ------ |
| Medalha de ouro   | David Jenkins         | Estados Unidos     | 9      |
| Medalha de prata  | Tim Brown             | Estados Unidos     | 28     |
| Medalha de bronze | Alain Giletti         | França             | 26     |
| 4                 | Donald Jackson        | Canadá             | 44     |
| 5                 | Alain Calmat          | França             | 61     |
| 6                 | Karol Divín           | Tchecoslováquia    | 46     |
| 7                 | Tilo Gutzeit          | Alemanha Ocidental | 63     |
| 8                 | Michael Booker        | Reino Unido        | 87     |
| 9                 | Edward Collins        | Canadá             | 90     |
| 10                | Robert Brewer         | Estados Unidos     | 95     |
| 11                | Charles Snelling      | Canadá             | 91     |
| 12                | Tim Moore             | Estados Unidos     | 97     |
| 13                | Norbert Felsinger     | Áustria            | 97     |
| 14                | Hans-Jürgen Bäumler   | Alemanha Ocidental | 124    |
| 15                | Manfred Schnelldorfer | Alemanha Ocidental | 130    |
| 16                | Peter Jonas           | Áustria            | 152    |
| 17                | Lev Mikhailov         | União Soviética    | 156    |
| 18                | François Pache        | Suíça              | 164    |
| 19                | Per Kjølberg          | Noruega            | 162    |
| 20                | Valentin Zakharov     | União Soviética    | 180    |
| 21                | Igor Persiantsev      | União Soviética    | 188    |
| 22                | William Cherrel       | Austrália          | 187    |
| 23                | Charles Keeble        | Austrália          | 207    |

### Individual feminino
| Pos.              | Nome                | Nacionalidade      | Pontos |
| ----------------- | ------------------- | ------------------ | ------ |
| Medalha de ouro   | Carol Heiss         | Estados Unidos     | 9      |
| Medalha de prata  | Ingrid Wendl        | Áustria            | 19     |
| Medalha de bronze | Hanna Walter        | Áustria            | 41.5   |
| 4                 | Ina Bauer           | Alemanha Ocidental | 47     |
| 5                 | Diane Peach         | Reino Unido        | 68     |
| 6                 | Nancy Heiss         | Estados Unidos     | 56     |
| 7                 | Patricia Ann Pauley | Reino Unido        | 79.5   |
| 8                 | Joan Haanappel      | Países Baixos      | 83     |
| 9                 | Carol Wanek         | Estados Unidos     | 86     |
| 10                | Claralyn Lewis      | Estados Unidos     | 89     |
| 11                | Karin Frohner       | Áustria            | 111    |
| 12                | Regine Heitzer      | Áustria            | 106    |
| 13                | Margaret Crosland   | Canadá             | 108    |
| 14                | Dany Rigoulot       | França             | 114    |
| 15                | Sonia Snelling      | Canadá             | 116    |
| 16                | Sjoukje Dijkstra    | Países Baixos      | 131    |
| 17                | Jindra Kramperova   | Tchecoslováquia    | 127    |
| 18                | Corinne Altmann     | França             | 169    |
| 19                | Petra Damm          | Alemanha Ocidental | 174    |
| 20                | Carla Tichatschek   | Itália             | 186    |
| 21                | Anna Galmarini      | Itália             | 193    |
| 22                | Nicole Erdos        | França             | 202    |
| 23                | Nicole Hassler      | França             | 200    |
| 24                | Liliane Crosa       | Suíça              | 215    |
| 25                | Lois Thomson        | Austrália          | 216    |
| 26                | Rita Müller         | Suíça              | 222    |
| 27                | Grete Borgen        | Noruega            | 239    |
| 28                | Anne Karin Dehle    | Noruega            | 248    |
| 29                | Grunhild Frylen     | Suécia             | 260    |

### Duplas
| Pos.              | Nome                                         | Nacionalidade      | Pontos |
| ----------------- | -------------------------------------------- | ------------------ | ------ |
| Medalha de ouro   | Barbara Wagner / Robert Paul                 | Canadá             | 10     |
| Medalha de prata  | Věra Suchánková / Zdeněk Doležal             | Tchecoslováquia    | 26     |
| Medalha de bronze | Maria Jelinek / Otto Jelinek                 | Canadá             | 28     |
| 4                 | Joyce Coates / Anthony Holles                | Reino Unido        | 41     |
| 5                 | Nancy Ludington-Rouillard / Ronald Ludington | Estados Unidos     | 48.5   |
| 6                 | Marika Kilius / Hans-Jürgen Bäumler          | Alemanha Ocidental | 48     |
| 7                 | Marianne Nagy / László Nagy                  | Hungria            | 64.5   |
| 8                 | Nina Zhuk / Stanislav Zhuk                   | União Soviética    | 84     |
| 9                 | Mary-Jane Watson / John Jarmon               | Estados Unidos     | 78.5   |
| 10                | Liesel Ellend / Kondrad Lienert              | Áustria            | 79.5   |
| 11                | Eszter Jurek / Miklós Kuharovicz             | Hungria            | 98.5   |
| 12                | Carolyn Krau / Rodney Ward                   | Reino Unido        | 102    |
| 13                | Liudmila Belousova / Oleg Protopopov         | União Soviética    | 119    |
| 14                | Agneta Wale / Kristian Wale                  | Suécia             | 119    |
| 15                | Ingeborg Nilsson / Reidar Børjeson           | Noruega            | 133.5  |

### Dança no gelo
| Pos.              | Nome                                     | Nacionalidade      | Pontos |
| ----------------- | ---------------------------------------- | ------------------ | ------ |
| Medalha de ouro   | June Markham / Courtney Jones            | Reino Unido        | 9      |
| Medalha de prata  | Geraldine Fenton / William McLachlan     | Canadá             | 25     |
| Medalha de bronze | Andree Anderson / Donald Jacoby          | Estados Unidos     | 35     |
| 4                 | Cathrine Morris / Michael Robinson       | Reino Unido        | 37     |
| 5                 | Barbara Thompson / Gerard Rigby          | Reino Unido        | 39     |
| 6                 | Christiane Guhel / Jean Paul Guhel       | França             | 46     |
| 7                 | Beverly Orr / Hugh Smith                 | Canadá             | 61     |
| 8                 | Claire O'Neill / John Bejshak, Jr.       | Estados Unidos     | 72     |
| 9                 | Ludia Zorn / Rudolf Zorn                 | Áustria            | 96     |
| 10                | Rita Paucka / Peter Kwiet                | Alemanha Ocidental | 98     |
| 11                | Cathrine Odink / Jakobus Odink           | Países Baixos      | 99     |
| 12                | Annick de Tretinian / Jacques Mer        | França             | 102    |
| 13                | Adriana Giuggiolini / Germano Ceccattini | Itália             | 108    |
| 14                | Petra Steigerwaldt / Hannes Burkhardt    | Alemanha Ocidental | 131    |
| 15                | Ludovica Boccacci / Giancarlo Sioli      | Itália             | 128    |
| 16                | Maria Grazia Toncelli / Vinicio Toncelli | Itália             | 138    |

## Quadro de medalhas
| Ordem | País            | Medalha de ouro | Medalha de prata | Medalha de bronze |    | Ordem por total |
| ----- | --------------- | --------------- | ---------------- | ----------------- | -- | --------------- |
| 1     | Estados Unidos  | 2               | 1                | 1                 | 4  | 1               |
| 2     | Canadá          | 1               | 1                | 1                 | 3  | 2               |
| 3     | Reino Unido     | 1               |                  |                   | 1  | 4               |
| 4     | Áustria         |                 | 1                | 1                 | 2  | 3               |
| 5     | Tchecoslováquia |                 | 1                |                   | 1  | 4               |
| 6     | França          |                 |                  | 1                 | 1  | 4               |
| TOTAL | TOTAL           | 4               | 4                | 4                 | 12 | —               |